# Glinde
Glinde este un oraș din landul Schleswig-Holstein, Germania atestat documentar încă din 25 martie 1229 de către contele Adolf al IV-lea, Von Schauenberg Und Holstein. În document, se amintește că orașul era o așezare monacală, de femei din ordinul religios cistercan, numit și Ordinul Alb după veșmintele albe pe care acestea le poartă, și se punea problemă că au nevoie de un cocoș bisericesc.
Regele Danemarcei și Duce al ținutului Schleswig-Holstein, în acele vremuri era Frederik I din Danemarca
Cu timpul mânăstirea și-a schimbat adresa în împrejurimile actualului oraș modern Reinbek din landul Schleswig-Holstein.

## Poziționare
Micul oraș Glinde este situat la 20km Est de marele oraș Hamburg.